# Brønnøysunds kommun
Brønnøysunds kommun (norska: Brønnøysund kommune) var en kommun i Nordland fylke i norra Norge.
1949 beskriver Norsk Allkunnebok kommunen som att den består av 34 platta öar på båda sidor om Brønnøysundet.

## Administrativ historik
Kommunen grundades genom att bebyggelsen i orten Brønnøysund bröts ut ur Brønnøy kommun 1923. 1964 sammanfogades Brønnøysund, Velfjord, Sømna och delar av Bindals kommun med Brønnøy kommun. När Brønnøy delades 1977 kvarstod Brønnøysund i Brønnøy kommun.